# Federación de Baloncesto de Puerto Rico
La FBPUR es el organismo que rige las competiciones de clubes de Puerto Rico, así como la selección masculina y la selección femenina. Pertenece a la asociación continental FIBA Américas.